# Тюльпан скальный
Тюльпан скальный, или Тюльпан наскальный (лат. Tulipa saxatilis) — вид многолетних луковичных растений рода Тюльпан семейства Лилейные.

## Ботаническое описание
Высота растений до 30 см, по другим данным до 25 см.
Луковица до 3 см в диаметре. Кроющая чешуя жёлто-коричневая.
Столоны от 30 до 90 см длиной.
Стебель прямостоячий, гладкий, зелёный.
Цветоножки длинные.
Листья (3) широколинейные или ланцетные, темно-зеленые, блестящие. Появляются на поверхности почвы перед наступлением зимы.
Бутон поникающий. О количестве цветков информация противоречива, в различных источниках указываются цифры от 1 до 5. Цветки широко открытые, светло-сиренево-розовые, с округлым желтым дном. Листочки околоцветника сильно выпуклые в верхней части. Пятно у основания листочков околоцветника составляет 1/3 их длины.
Тычиночные нити оранжево-желтые, опушённые; пыльники пурпурно-фиолетовые, пыльца жёлтая.

## Распространение и экология
Родина этого вида — греческие острова Крит, Гавдос, Дия, Карпатос, Родос, турецкий полуостров Датча (Решадие).
Натурализован на британских островах Силли.

## В культуре
В культуре известен с начала XVII в.
Семян не образует. Цветение в конце апреля. В средней зоне СССР цветет с 20—26 мая, продолжительность цветения 12—14 дней
Цветет мало. Для улучшения цветения ограничивают возможность развития столонов, вставляя в почву вертикальные ограничители. Когда всё пространство заполняется луковицами, растения начинают цвести.
Зоны морозостойкости (USDA-зоны): 3a—9b.
Сорта:
- 'Lilac Wonder' Visser Czn., 1971 (Синоним: Tulipa bakeri 'Lilac Wonder'). Высота растений около 15 см. Внешние лепестки розово-фиолетовые, внутренние несколько светлее, внутренняя часть жёлтая, пыльники жёлтые. 2n = 24[7].

## Синонимы
По данным The Plant List:
- Tulipa bakeri A.D.Hall
- Tulipa beccariana Bicchi
- Tulipa chrysobasis Coustur. & Gand.[8]